# Гэнма-Дай-Ваский автономный уезд
Гэнма-Дай-Ваский автономный уезд (кит. упр. 耿马傣族佤族自治县, пиньинь Gěngmǎ Dǎizú Wǎzú zìzhìxiàn) — автономный уезд городского округа Линьцан провинции Юньнань (КНР).

## История
В 1942 году из уезда Чжэнькан была выделена Гэнмаская временная управа (耿马设治局), перешедшая в прямое подчинение властям провинции.
После вхождения провинции Юньнань в состав КНР в 1950 году был образован Специальный район Баошань (保山专区), и эти места вошли в его состав. 
Постановлением Госсовета КНР от 21 ноября 1952 года из Ганмаской временной управы был создан уезд Гэнма (耿马县).
Постановлением Госсовета КНР от 25 ноября 1952 года был образован Специальный район Мяньнин (缅宁专区), и уезд перешёл в его состав.
Постановлением Госсовета КНР от 30 июня 1954 года Специальный район Мяньнин был переименован в Специальный район Линьцан (临沧专区)
Постановлением Госсовета КНР от 22 марта 1955 года уезд Гэнма был преобразован в Гэнма-Дай-Каваский автономный уезд (耿马傣族佧佤族自治县).
Постановлением Госсовета КНР от 13 сентября 1963 года Гэнма-Дай-Каваский автономный уезд был переименован в Гэнма-Дай-Ваский автономный уезд.
В 1970 году Специальный район Линьцан был переименован в Округ Линьцан (临沧地区).
В 2003 году округ Линьцан был преобразован в городской округ.

## Административное деление
Автономный уезд делится на 4 посёлка, 4 волости и 1 национальную волость.

## Экономика
Гэнма — крупнейший производитель сахара в провинции Юньнань. По состоянию на 2024 год площадь посевов сахарного тростника составляла 26,67 тыс. га, ежегодно в уезде производят около 280 тыс. тонн сахара. Из тростникового жома изготавливают одноразовую разлагаемую посуду. 